# Walid Abu Al-Sel
Walid Abu Al-Sel (en árabe: وليد أبو السل‎; Nawa, Siria; 1963) es un exfutbolista de Siria que jugaba en la posición de delantero.

## Carrera

### Club
| Periodo   | Club               |
| --------- | ------------------ |
| 1979–1986 | Nawa SC            |
| 1986–1987 | Al-Jaish SC        |
| 1987–1989 | Tishreen SC        |
| 1989–1994 | Al-Shouleh SC      |
| 1994–1997 | Saham Club         |
| 1997–1998 | Al-Ittihad Salalah |

### Selección nacional
Jugó para Siria de 1981 a 1992 con la que anotó 30 goles en 65 partidos, ganó la medalla de oro en los Juegos Mediterráneos de 1987 y participó en dos ediciones de la Copa Asiática.

## Logros
- Juegos Mediterráneos: 1

1987